# ذخیره‌گاه زیست‌کره ارژن و پریشان

ذخیره‌گاه زیست‌کره ارژن و پریشان یکی از ذخیره‌گاه‌های زیست‌کره یونسکو در ایران است که در استان فارس و در بخش جنوبی رشته کوه‌های زاگرس و در شصت کیلومتری غرب شیراز قرار دارد. راه مهم ارتباطی فارس به استان‌های خوزستان و بوشهر از کنار آن می‌گذرد. در شمال این منطقه روستای دشت ارژن و در غرب آن، شهر کازرون به فاصله ۱۲ کیلومتری واقع شده‌اند.

## تاریخچه حفاظت
این منطقه در سال ۱۳۵۱ با وسعت ۱۹۱ هزار هکتار به عنوان پارک بین‌المللی انتخاب گردید و در سال ۱۳۵۳ با کاهش وسعت به ۶۵ هزار هکتار به عنوان منطقه حفاظت‌شده ارژن و پریشان و در سال ۱۳۵۴ از طرف سازمان ملل در به عنوان ذخیره‌گاه زیست‌کره ارژن و پریشان لیست شبکه جهانی ذخیره‌گاه‌های زیستکره یونسکو ثبت گردید.
تالاب‌های ارژن و پریشان در سال ۱۳۵۵ در فهرست تالاب‌های بین‌المللی کنوانسیون رامسر نیز ثبت شده‌اند.

## ویژگی‌ها
مهم‌ترین زیستگاه‌های این ذخیره‌گاه عبارتند از:
- تالاب ارژن (شمال‌شرقی ذخیره‌گاه زیست‌کره)
- تالاب پریشان (جنوب‌غربی ذخیره‌گاه زیست‌کره)
- ارتفاعات میان‌کتل (مرکز ذخیره‌گاه زیست‌کره)[۴]

این ذخیره‌گاه دارای دو آب و هوا و ارتفاعات کاملاً متفاوت از ۸۰۰ تا ۲۴۰۰ متر است که منجر به تنوع غنی از گیاهان و جانوران می‌شود. وجود دو تالاب ارژن و دریاچه پریشان در منطقه طیف گسترده‌ای از گونه‌های جانوری و گیاهان آبزی را به جامعه زیست‌شناختی ذخیره‌گاه ارائه می‌دهد. مطالعات انجام شده ۲۲۵۳ گونه فلور و ۳۹۸ گونه جانوری (شامل ۶۰ گونه پستاندار، ۴۳ گونه ماهی، ۴۱ گونه خزنده و ۴ گونه دوزیستان) را در منطقه شناسایی کرد. این منطقه ۲۹ روستا را در بر می‌گیرد که ۱۷ روستا در اطراف تالاب پریشان متمرکز شده‌اند. مشکلات اصلی موجود در ذخیره‌گاه زیست‌کره در نتیجه تغییر کاربری اراضی برای مصارف کشاورزی، تخلیه آب‌های زیرزمینی، چرای بی‌رویه و شکار و صید غیرقانونی است.

### پوشش گیاهی
در بلندترین ارتفاعات ذخیره‌گاه زیست‌کره ارژن و پریشان (قله چاه برفی با ۲۹۰۰ متر ارتفاع از سطح دریا) گونه درختی سرو کوهی به‌صورت پراکنده روییده‌است. از کمی پایین‌تر از قله، جنگل بلوط شروع می‌شود و بخش عمده منطقه را پوشانده‌است. کم‌ارتفاع‌ترین بخش منطقه دشت‌های اطراف تالاب پریشان است که تنها ۸۰۰ متر از سطح دریا ارتفاع دارد که گونه غالب در آن در گذشته کُنار بوده‌است و امروزه جز در مناطقی محدود اثری از آن به چشم نمی‌خورد.

### زندگی جانوری
این منطقه در اغلب مناطق و زیستگاه‌های خود از تنوع زیستی ویژه‌ای برخوردار است. به لحاظ وجود دو تالاب بین‌المللی ارژن و پریشان بالغ بر ۲۰۰ گونه پرنده از انواع مهاجر و بومی در این منطقه دیده می‌شود. همچنین تنوع اقلیمی در بخش شمالی و جنوبی این منطقه باعث شده تا ۴۹ گونه پستاندار در منطقه مشاهده شود. پراکندگی پرندگان بیشتر درحاشیه دو تالاب و ارتفاعات مرکزی منطقه است و سایر گونه‌ها به غیر از گوزن زرد که در محدوده فنس‌کشی‌شده به سر می‌برند درتمامی نقاط منطقه به چشم می‌خورند.
از مهم‌ترین پستانداران این منطقه می‌توان به سمور سنگی، گرگ، شغال، گراز وحشی، گربه جنگلی، خرس قهوه‌ای، گورکن، تشی و ۱۴ نوع خفاش اشاره کرد.
همچنین ۱۳ گونه ماهی شامل اوشین، شیربت، گامبوزیا، ماماهی خاردار و سه گونه دوزیست شامل قورباغه مردابی معمولی، وزغ سبز معمولی و قورباغه درختی و ۳۷ گونه خزنده در ذخیره گاه زیست‌کره ارژن و پریشان زندگی می‌کنند.
در گذشته، دشت ارژن از بهترین زیستگاه‌های گونه منقرض‌شده شیر ایرانی بود. بلنفورد جانورشناس معروف در قرن نوزدهم می‌نویسد: «هر سال تعداد ۴ تا ۵ شیر در منطقه دشت ارژن شکار می‌شد و بچه شیرها را در بازار شیراز به فروش می‌رساندند.»

## احیای گوزن زرد ایرانی
در حد فاصل تالاب ارژن و پریشان منطقه‌ای به وسعت حدوداً ۶۰۰۰ هکتار که غالباً از جنگل‌های انبوه بلوط پوشیده شده به عنوان محدوده امن منطقه حفاظت‌شده ارژن و پریشان انتخاب و از سال ۱۳۵۷ توجه ویژه‌ای به آن شد به طوری که از هر گونه فعالیت کشاورزی و دامداری و فعالیت‌های انسانی در آن جلوگیری به عمل آمد. در سال ۱۳۶۰ حدود ۱۰۵ هکتار از محدوده امن منطقه حفاظت‌شده ارژن و پریشان جهت طرح احیاء و تکثیر گوزن زرد ایرانی محصور شد و در پاییز ۱۳۷۲، هفده رأس از گوزن‌های زرد پناهگاه حیات وحش دشت ناز ساری به منطقه میان‌کتل در دشت ارژن فارس منتقل شدند و در این محوطه رهاسازی شدند.
در این مدت با حفاظت و مراقبت شبانه‌روزی محیط‌بانان منطقه اهداف طرح محقق گشته و طبق سرشماری سال ۱۳۸۹ تعداد گوزن‌ها تا ۷۵ رأس افزایش یافته‌است.
به دلیل عدم تطابق تعداد گوزن‌ها و وسعت منطقه محصور شده در میان‌کتل، کهولت سن برخی گوزن‌ها و … جمعیت این گونه در میان‌کتل تا حد زیادی کاهش یافته‌است که جهت تأمین فضای زیستی مناسب نسبت به توسعه سایت میان‌کتل به وسعت ۳۰۰ هکتار و احداث و بهره‌برداری از سایت ارسنجان به وسعت ۲۰۰ هکتار اقدام شد که این امر منجر به احیاء مجدد این گونه ارزشمند در این دو محل شده‌است.